# Craig Blackman
Craig Blackman, född 25 mars 1951, är en friidrottare från Kanada. Han deltog vid olympiska sommarspelen 1972.